# (22739) Sikhote-Alin
(22739) Sikhote-Alin est un astéroïde de la ceinture principale.

## Description
(22739) Sikhote-Alin est un astéroïde de la ceinture principale. Il fut découvert le 18 septembre 1998 à La Silla par Eric Walter Elst. Il présente une orbite caractérisée par un demi-grand axe de 2,92 UA, une excentricité de 0,06 et une inclinaison de 2,3° par rapport à l'écliptique.

## Compléments